# Desperados: Ein todsicherer Deal
Desperados: Ein todsicherer Deal ist ein Film des Regisseurs Alejandro Lozano aus dem Jahr 2007. Das Buch zum Film stammt von Tony Dalton.

## Handlung
In Mexiko-Stadt gelingt es vier Bankräubern aus Buenos Aires eine Bank zu überfallen und 12 Millionen Dollar zu rauben. Das Geld wollen sie in argentinische Pesos wechseln und lassen sich deshalb auf ein Geschäft mit dem Gangsterboss „Der Texaner“ ein. Beim Geldaustausch tauchen Killer auf, die die Beute an sich reißen und damit verschwinden. Als „Der Texaner“ die Bankräuber für den Überfall verantwortlich macht, müssen sie das Geld schnellstens zurückholen – Auftakt zu einem blutigen Rachefeldzug.

## Kritik
„Harter Actionfilm mit fulminanten Schusswechseln und Verfolgungsjagden, der das Sujet der betrogenen Betrüger zwar nicht neu definiert, aber weitgehend abwechslungsreich unterhält.“